# Hans Schröder (Kunsthistoriker)

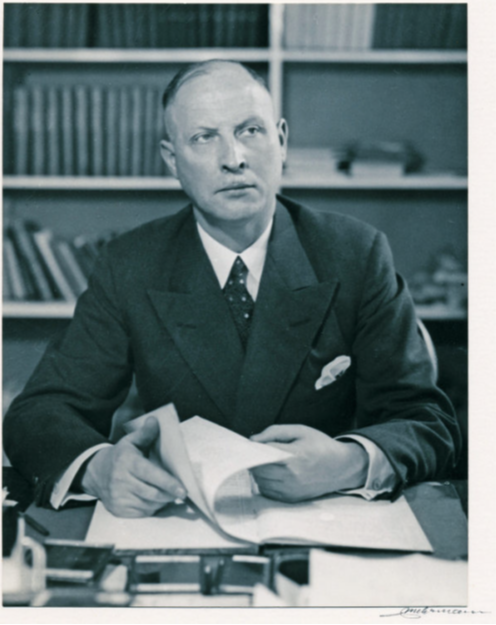
Porträt Hans Schröder von Robert Mohrmann (1935)

Hans Friedrich Johann Schröder (* 13. Juli 1887 in Rendsburg; † 19. Januar 1954 in Lübeck) war ein deutscher Kunsthistoriker und Museumsdirektor in Lübeck.

## Leben
Hans Schröder wurde am 7. August 1887 in Rendsburg getauft. Seine Eltern waren der Lüneburger Lademeister Johann Christian Schröder (1858–1918) und dessen Ehefrau Friederike Marie Sophie Luise geb. Wendt (1863–1838). Nach dem Besuch des Lehrerseminars trat er in den hamburgischen Schuldienst, gab den Lehrerberuf jedoch auf. Nach dem Besuch der Prima des Realgymnasiums Heinrich-Hertz-Schule erlangte er die allgemeine Hochschulreife. 1909/10 leistete er seinen Wehrdienst beim Königlich Bayerischen Infanterie-Leib-Regiment. Er besuchte unter anderem Kunstgewerbeschulen in Hamburg und Berlin und legte die Prüfung als Zeichenlehrer an höheren Schulen ab. Seit 1913 war er Mitglied der Hamburger Johannisloge Zum Pelikan sowie der Andreas-Loge Inviolabilis.
1912 zum Leutnant der Reserve ernannt, war er im Ersten Weltkrieg vor allem an der Westfront eingesetzt. 1917 wurde er zum Oberleutnt der Reserve befördert.
1918 immatrikulierte er sich an der Akademie der Bildenden Künste München und nahm Zeichenunterricht bei Hermann Groeber. Im Dezember 1922 wurde er in Hamburg mit einer von Otto von Falke und Richard Stettiner betreuten Dissertation über das Lüneburger Ratssilber  zum Dr. phil. promoviert.
Hans Schroeder wurde zunächst Kustos am Museum für Hamburgische Geschichte. Am 1. Juni 1934 wurde er als politisch zuverlässiger Kulturpolitiker im Zuge der Gleichschaltung als Museumsdirektor der Museen der Hansestadt Lübeck eingesetzt. „Erstaunlicherweise spielte seine Mitgliedschaft in der Loge bei seiner Anstellung anscheinend keine Rolle.“ Er sollte im Museum am Dom ein norddeutsches Heimatmuseum aufbauen. Im Holstentor baute er ein wehrgeschichtliches Museum und eine nationalsozialistische Ehrenhalle ein. Seit dieser Zeit trug er den Titel eines Professors. Hans Schröder bestimmte in dieser Zeit auch die Aktivitäten der Overbeck-Gesellschaft, des örtlichen Kunstvereins.
im Zweiten Weltkrieg war Schröder ab 1. September 1941 im besetzten Riga als Leiter des „Amts für Museen und Denkmalpflege“ der deutschen Zivilverwaltungsbehörde für Lettland tätig. Bald nach dem verheerenden Luftangriff auf Lübeck am 29. März 1942, bei dem das Museums am Dom ausbrannte, kehrte er nach Lübeck zurück. Er verwendete die umfangreichen staatlichen Entschädigungszahlungen, um Kunstwerke in den besetzten Niederlanden, Belgien und Österreich (Wien) in größerem Umfang zu erwerben. Im März 1944 war er einer der verantwortlichen Organisatoren der Ausstellung Ostland-Studien deutscher Maler in Riga.

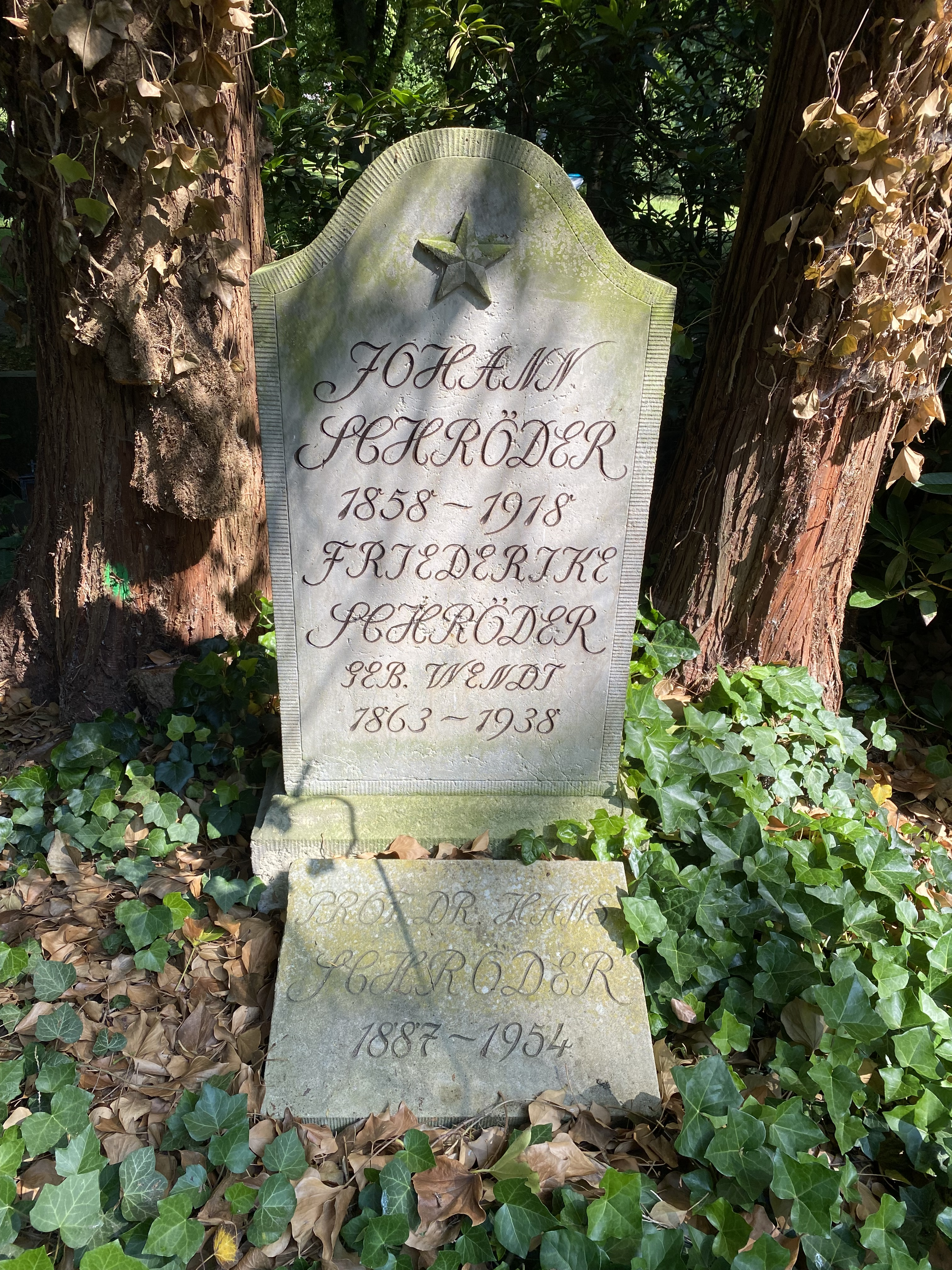
Grabstätte auf dem Zentralfriedhof Lüneburg

Am 8. Januar 1946 wurde Hans Schröder von der britischen Militärregierung als Direktor der Lübecker Museen entlassen. Sein Nachfolger wurde Hans Arnold Gräbke.
1952 publizierte er noch eine Schrift über die Große Loge von Hamburg. Er blieb in Lübeck und wohnte zuletzt im Haasenhof in der Dr.-Julius-Leber-Straße. Er verstarb im Alter von 66 Jahren und wurde im Grab seiner Eltern auf dem Zentralfriedhof Lüneburg beigesetzt.

## Schriften
- Das Lüneburger Ratssilber, 1922 Hamburg, Phil. Diss., 1924
- Verzeichnis der Sammlung alter Musikinstrumente im Städtischen Museum Braunschweig, Band 3, Städtisches Museum, A. Appelhans & Comp, Braunschweig 1928.
- Flensburger Trinkhörner. In: Direktion des Kunstgewerbemuseums der Stadt Flensburg (Hrsg.): Festschrift aus Anlaß des 25jährigen Eröffnungstages des Museumsgebäudes am 19. August 1928. Verlag des Kunstgewerbemuseums der Stadt Flensburg, Flensburg 1928, S. 45–69.
- Wilhelm Jesse, Hans Schröder, Gustav Schwantes: Führer durch das Museum für Hamburgische Geschichte, Alster-Verlag, 1930
- Gotische Truhen. Museumsverein, Lüneburg 1932 (Festblätter des Museumsvereins für das Fürstentum Lüneburg; 4).
- Führer durch das Museum für Hamburgische Geschichte, Alster-Verlag, 1935
- Museum für Hamburgische Geschichte: Verzeichnis der Sammlung alter Musikinstrumente, 1930
- Der Passions-Altar des Hans Memling im Dom zu Lübeck, Leipzig, 1937, 16 Seiten, Einleitung
- Dirich Utermarke, ein Hamburger Goldschmied der Renaissance, 1939
- Zur Geschichte der Lübeckischen Museen 1800–1934, 1939
- Lübeck (Deutsche Lande - Deutsche Kunst), mit Wilhelm Castelli, 1940, 2. Auflage 1943
- Riga im Wandel der Zeiten. Holzner, Tilsit, Leipzig, Riga 1942 Digitalisat
- Altes Lübeck, mit Walter Wassner, Antäus-Verlag, 1946
- Geschichte der Provinzialloge von Niedersachsen zu Hamburg für die Jahre 1927–1952, 1952 (oder von einem anderen Hans Schröder?)